# Слободзейское сражение
Слободзейское сражение — сражение, проходившее со 2 (14) октября по 23 ноября (5 декабря) 1811 года между русскими войсками под руководством М. И. Кутузова и турецкой армией Ахмет-паши на завершающем этапе Русско-турецкой войны 1806—1812 годов. Битва закончилась полным поражением турецкой армии и капитуляцией её остатков, что привело к подписанию Бухарестского мира.

## Ход сражения
После Рущукского сражения 22 июня (4 июля) 1811 года, Генерал от инфантерии Кутузов переправился на левый берег Дуная и расположился лагерем у Журжи. Великий визирь Ахмет-паша оставался у Рущука; но бездействие Кутузова подало ему мысль самому переправиться через Дунай и атаковать русских. Собрав свои войска позади острова Голя, занятого авангардом, и устроив сильные береговые батареи, Ахмет-паша в ночь на 28 августа (9 сентября) приступил к переправе.
6 тысяч янычар на судах переправились на левый берег; в то же время несколько сотен человек должны были произвести демонстрацию, высадившись у Слободзее. Этот манёвр действительно отвлек русский авангард от пункта настоящей переправы, и когда высадившиеся у Слободзее турецки были изгнаны, то оказалось, что янычары благополучно переправились напротив острова Голя и начали окапываться на левом берегу. Получив донесение о высадке турок, Кутузов направил туда 5 батальонов под командованием генерала Булатова.
Атака турецкого окопа была неудачна, турки захватили одно из русских знамён; но вскоре Булатов, подкрепленный 2 свежими полками, при огневой поддержке 8 орудий, действовавших по судам, перевозившим свежие турецкие войска, обратил турок в бегство.
Однако визирь велел стрелять по своим отступающим бойцам, что заставило их вернуться на поле боя, в результате русская атака завершилась неудачей. Тогда Кутузов приказал Булатову отступить и не препятствовать переправе турок. Главнокомандующий видел, что визирь решился переправиться со всей армией или с большей её частью, а такое решение отвечало плану Кутузова: выманить неприятеля из Рущука на левый берег и там разбить его. 
К 1 (13) сентября на левый берег Дуная переправилось 36 тыс. турецких солдат, а 2-го переправился и сам Ахмет-паша.

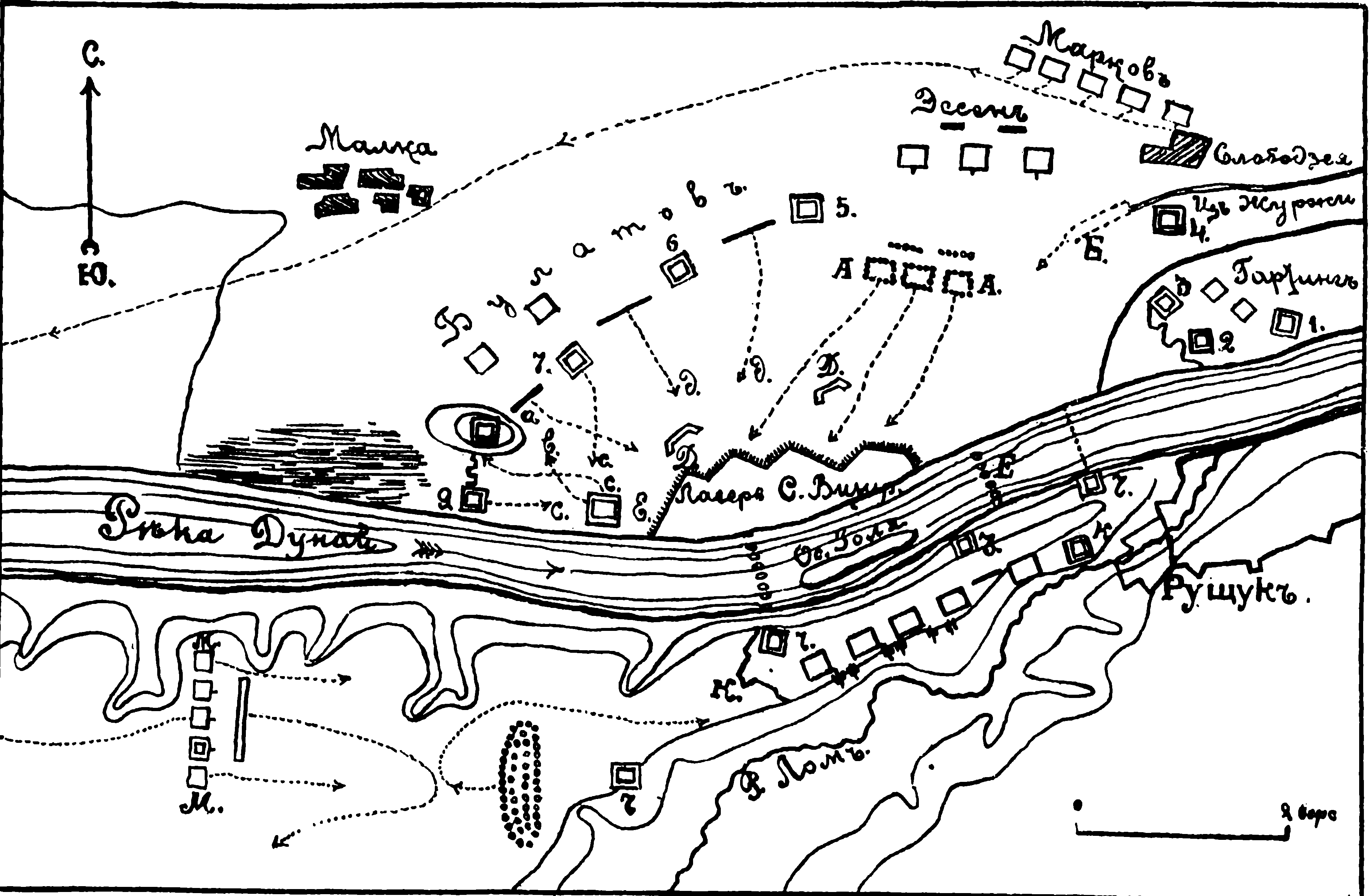
Общая схема операции

На правом берегу оставалось до 30 тыс. турецких войск и главный лагерь со ставкой визиря. Пока турки переправлялись, Кутузов оставил Журжу и расположился лагерем близ Слободзее. Он имел всего лишь 25 слабых батальонов и 35 эскадронов, что было недостаточно для эффективных действий. Кутузову необходимо было усилить свои войска, и ему это удалось. Между тем турки устраивали укреплённый лагерь и не планировали переходить в наступление. Их рекогносцировка  7 (19) сентября окончилась неудачей: они отступили за свои окопы. Развивая свой план, Кутузов решился переправить часть войск на правом берегу Дуная и одновременно атаковать турок на обоих берегах, лишив визиря возможности отступить. С обычной осторожностью главнокомандующий стал готовиться к выполнению этого плана, а чтоб усыпить бдительность противника и приучить его к появлению русских на правом берегу, туда стали часто посылать казаков.
Турецкое командование спокойно смотрело на укрепление позиций русской армии и только однажды, 22 сентября (4 октября),  русские позиции были атакованы; атака была отбита, а 23 сентября (5 октября) русские развили успешное наступление и овладели редутом.
Вскоре в турецком лагере началось дезертирство. Кутузов опасался что визирь уйдет за Дунай. Для исполнения плана Кутузова отряд генерала Маркова (18 батальонов) должен был поспешно переправиться на правый берег. 29 сентября (11 октября) были готовы плоты и паромы, и к месту, назначенному для переправы (15 вёрст выше российского лагеря), должны были собраться суда. Вечером этого дня Марков (7,5 тыс.) выступил из лагеря, но суда запоздали, и переправа была начата только 30 сентября (12 октября) вечером. 1 (13) октября весь отряд Маркова переправился на правый берег, и рано утром 2 (14) октября, не обнаружив турецких войск, начал движение к турецкому лагерю.

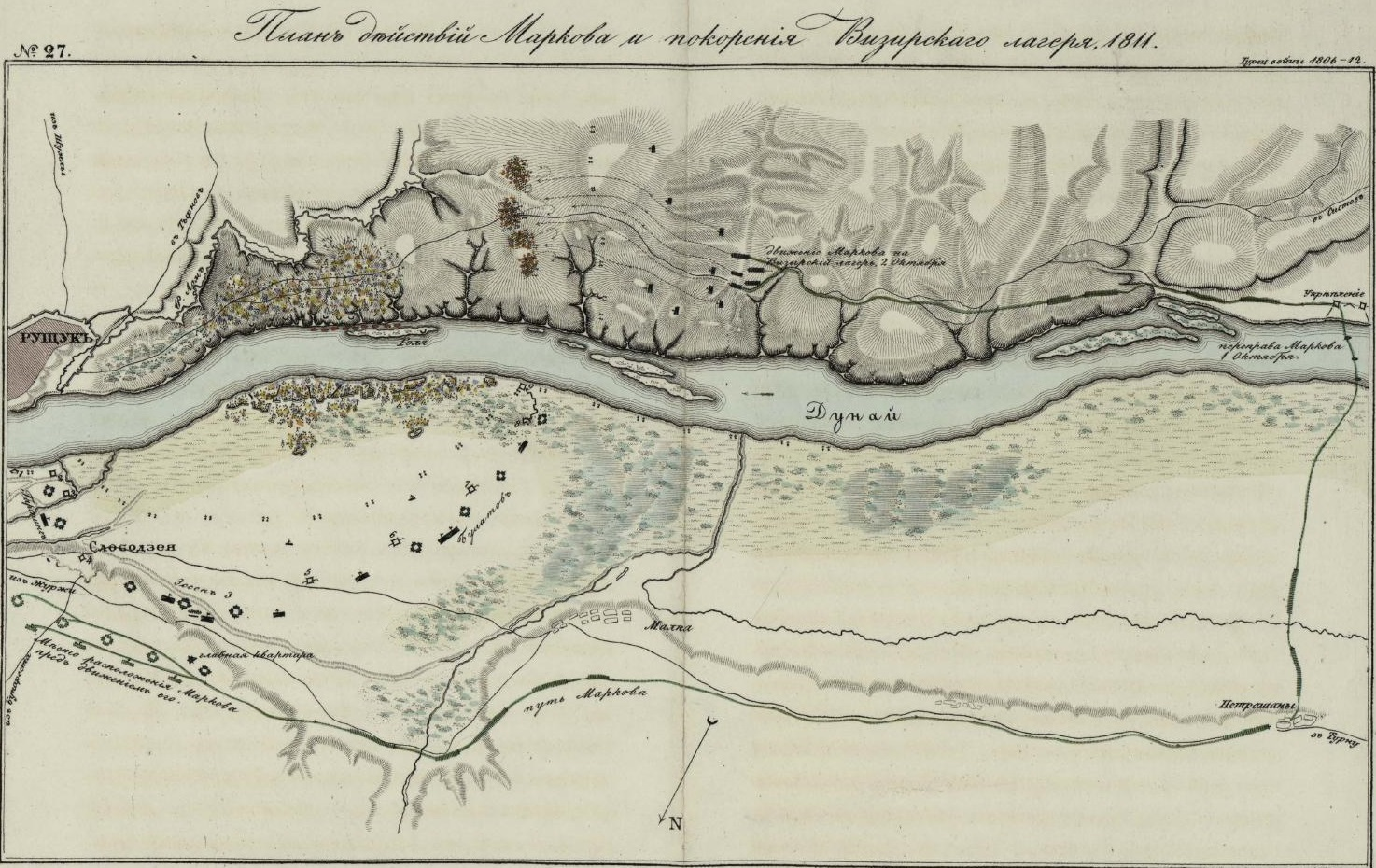
Переправа Маркова на правый берег и захват турецкого лагеря
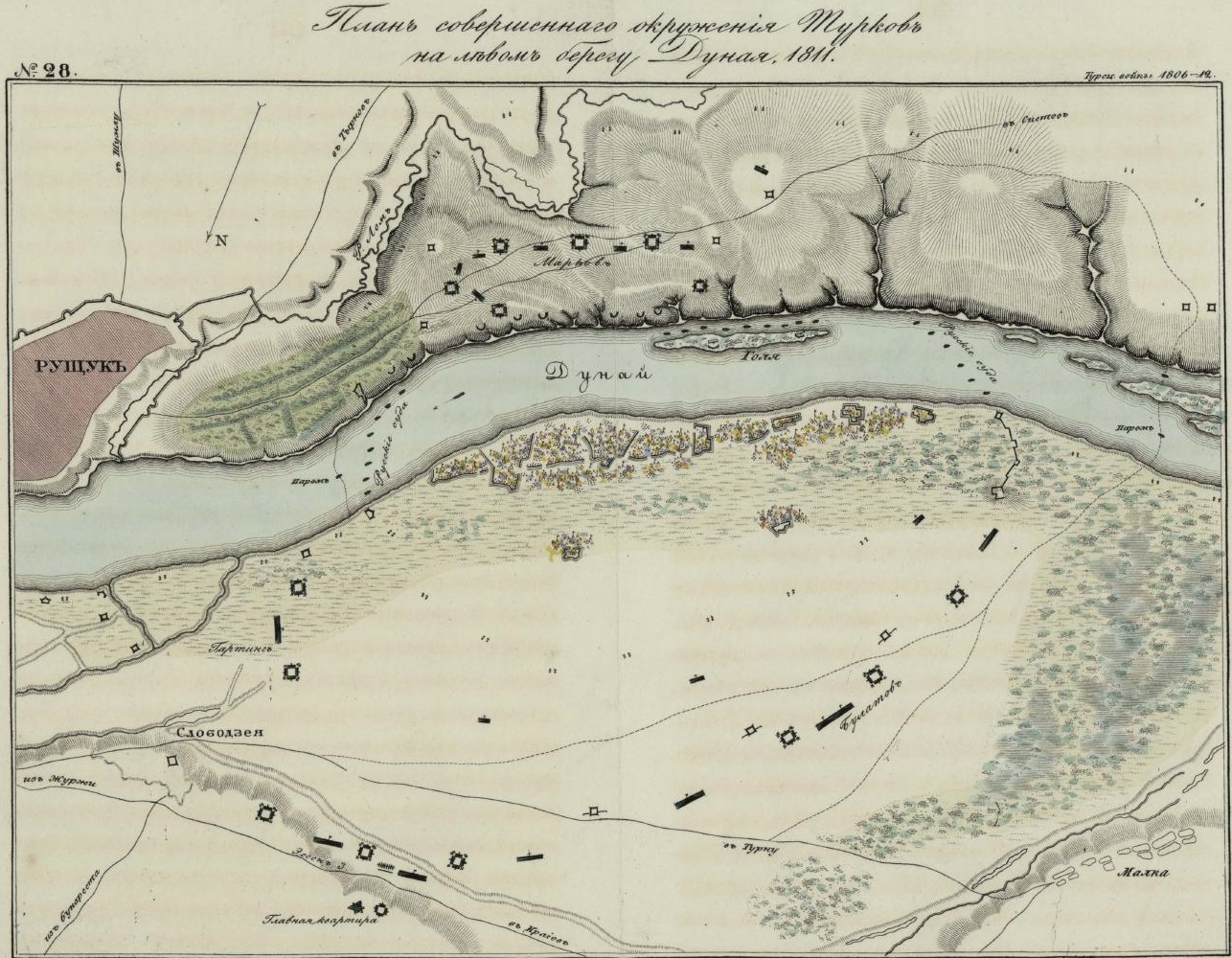
Полное окружение турецкой армии на левом берегу

2 (14) октября русский отряд внезапной атакой наголову разбил 20-тысячную армию у Рущука. Большая часть турецких войск была взята в плен или разбежалась. Кроме того, был захвачен огромный лагерь со всеми запасами продовольствия и вооружений. Русские потеряли во время атаки  9 человек убитыми и 40 ранеными. Почти без боя Марков овладел турецким лагерем и вслед за тем открыл артиллерийский огонь по войскам визиря на левом берегу, поражая их с тыла, в то время как Кутузов вёл обстрел с фронта. Одновременно турецкий лагерь обстреливала артиллерия и с 14 судов Дунайской военной флотилии.
В ночь на 3 (15) октября турецкому визирю удалось пробраться в Рущук, что было выгодно Кутузову; иначе, окруженный со всех сторон противником, визирь, по турецким обычаям, лишался полномочий для заключения мира.
В результате турки, блокированные в своём лагере, оказались под обстрелом со всех сторон. Начавшийся голод и инфекционные болезни вынудили визиря согласиться на переговоры о мире на условиях русских. 23 ноября (5 декабря) была подписана капитуляция турецкой армии, которая к тому времени сократилась в три раза. До заключения мира турецкие войска получали продовольствие от русских. Но при раздаче припасов трудно было установить должный порядок вследствие чего Кутузов предложил визирю сдать своё войско русским, угрожая в противном случае полностью уничтожить турецкую армию. Ахмет согласился, и 26 ноября (8 декабря) остатки турецкой армии в составе 12 тысяч человек были выведены из лагеря и размещены по селениям в 50 верстах позади российской армии. Это было всё, что осталось от 36-и тысячной турецкой группировки, перешедшей Дунай в конце августа; около 20 тысяч погибло от российского огня и болезней, 2 тысячи перебежало к русским и 2 тысячи были разновременно отправлены в Рущук.

## Последствия
Разгром турецкой армии поставил Османскую империю в безвыходное положение и заставил пойти на скорейшие мирные переговоры. 16 (28) мая 1812 года в Бухаресте был подписан мирный договор, закрепивший победу России.